# Tormenta tropical Julio (2008)
La tormenta tropical Julio fue un ciclón tropical que tocó tierra en península de Baja California, en México en agosto de 2008. Julio se originó de un área de baja presión que se mantuvo en constante desarrollo el 22 de agosto hasta que la tarde del siguiente día fue clasificada como depresión tropical 11-E y posteriormente, en tormenta tropical con el nombre de Julio. 
Julio es el décimo ciclón tropical en adoptar dicho nombre en la Temporada de huracanes del Pacífico de 2008. También, es el tercero en tocar tierra después de la tormenta tropical Alma en Nicaragua en mayo y la Depresión tropical Cinco-E en el estado mexicano de Michoacán a principios de julio. Tras su paso por la parte sur de la península de Baja California el 25 de agosto, Julio se debilitó a depresión tropical. Tras el paso de Julio en los estados mexicanos de Baja California Sur y Sonora, dejó como saldo dos muertos, una gran cantidad de poblados inundados, así como cortes y deslaves en caminos y carreteras que incomunicaron a varias poblaciones.

## Cronología

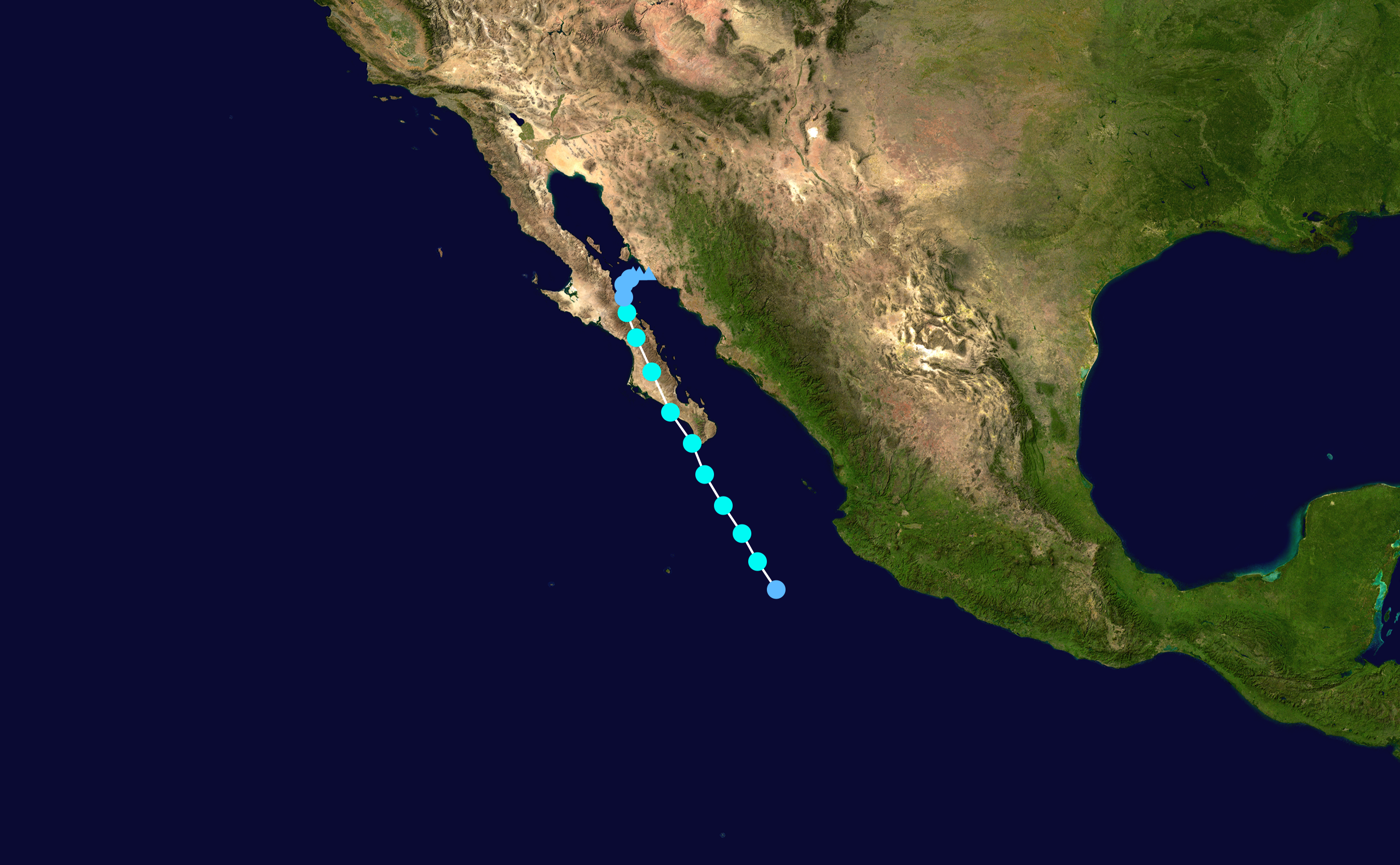
Trayectoria de la Tormenta tropical Julio.

El 23 de agosto, el Centro Nacional de Huracanes (CNH) de Estados Unidos clasificó a un área de baja presión que había desarrollado un día antes suficiente organización a Depresión tropical Once-E cuando esta se localizaba a 555 km al sursureste de la punta sur de la península de Baja California, en la costa oeste de México. Esa misma tarde, aproximadamente cinco minutos después del segundo aviso emitido por el CNH sobre el sistema, la depresión se intensificó en una Tormenta tropical adquiriendo el nombre de Julio, el décimo de la temporada en el océano Pacífico del Este, después de que un informe de un barco de inteligencia que lo había detectado con un ligero retraso, la nave aportó más datos sobre la intensidad de la tormenta. El 24 de agosto, cerca de las 6:00 p. m. Tiempo del Pacífico (01:00 UTC 25/Ago):, Julio tocó tierra en las inmediaciones de La Aguja, Baja California Sur con vientos de 75 km/h. En las últimas horas del 25 de agosto, Julio se degradó a depresión tropical. y continuó debilitándose hasta disiparse el siguiente día.

## Preparativos

### México

#### Baja California Sur
El 23 de agosto, se declaró en Los Cabos estado de alerta por efecto de tormenta tropical. Por otra parte, familias que habitaban en zonas de alto riesgo fueron desalojadas de sus viviendas en ciudades como San José del Cabo, Cabo San Lucas, Miraflores, Santiago y La Ribera. Además se abrieron 15 albergues temporales en el área.
El 24 de agosto, fueron evacuadas en refugios temporales 2,000 personas en la ciudad de Los Cabos y otras 200 en la ciudad capital La Paz. A su vez, dichas ciudades fueron cerradas a la navegación de todo tipo y se suspendió el servicio en el Aeropuerto Internacional de Los Cabos. La tarde de ese día, el Sistema Nacional de Protección Civil decretó alerta roja en dicho estado. Por su parte, el gobernador de Baja California Sur Narciso Agúndez Montaño solicitó la declaratoria de emergencia para los municipios de Mulegé, Comondú, Loreto, La Paz y Los Cabos. También, la secretaría de Salud estatal comunicó que se tuvo preparado un Comité de Emergencias en Salud para actuar en albergues donde fuera necesario.
El Consejo Estatal de Protección Civil comunicó la suspensión de labores académicas para todos los niveles educativos, incluyendo la Universidad Autónoma de Baja California Sur para el día 25 de agosto.

#### Sonora
El 24 de agosto, la Unidad de Protección Civil en dicho estado emitió alerta verde (peligro bajo) para los municipios de Huatabampo, Bácum, Álamos, Navojoa, Etchojoa, Benito Juárez, Quiriego, Rosario, Cajeme, San Ignacio Río Muerto, Guaymas y Empalme. Otros 16 municipios permanecieron en alerta azul (peligro mínimo), incluida la capital Hermosillo.
El 25 de agosto, la Unidad de Protección Civil Estatal elevó a alerta amarilla (peligrosidad moderada) a 12 municipios del estado que se mantenían en alerta verde (peligro bajo), en tanto que otros 17 se mantuvieron hasta ese momento en alerta verde. Por otra parte, la Secretaría de Educación y Cultura en el estado suspendió las clases para los municipios ubicados en el sur del territorio, desde Guaymas hasta Huatabampo. Más tarde, el mismo organismo elevó de nueva cuenta la alerta a roja para los municipios de Guaymas y Empalme, y también para las zonas costeras de Hermosillo y Pitiquito. A su vez, otros 10 municipios se mantuvieron hasta ese momento en alerta naranja. Sin embargo, al convertirse Julio en depresión tropical el 25 de agosto, el Gobierno de México descontinuó todo tipo de alerta y advertencia para el estado.

## Impacto

### México

#### Baja California Sur
El 24 de agosto, ante la cercanía del meteoro a costas sudcalifornianas, la Comisión Nacional del Agua informó que como consecuencia de las fuertes precipitaciones, en poblaciones como Santiago, La Ribera, San Bartolo y Los Barriles se registraron acumulados de hasta 78 mm.
El 25 de agosto, el Organismo Operador de Agua Potable en Cabo San Lucas señaló que las precipitaciones presentadas por Julio representaron un beneficio hidrológico alimentándose los  acuíferos de la zona y evitándose la escasez de agua.
En gran parte del estado quedaron incomunicadas por lo menos 70 mil personas debido a deslaves y crecida de arroyos que provocaron cortes de caminos y carreteras, principalmente entre los municipios de Comondú y Loreto donde la carretera Transpeninsular también resultó afectada. Protección Civil comunicó que las fuertes precipitaciones presentadas por el meteoro afectaron a 170 mil estudiantes de todos los niveles educativos pese a que quince planteles escolares resultaron con encharcamientos. En el municipio de Mulegé, se registraron inundaciones en algunos localidades obligando a los pobladores a permanecer en los techos de sus casas. Posteriormente, la Secretaría de Gobernación emitió una declaratoria de emergencia para los municipios de Comondú, Loreto y Mulegé.
También se informó de la desaparición de tres militares que participaban en labores de ayuda en Santa Rosalía. Hasta la tarde del 25 de agosto, el secretario de gobierno en el estado, Luis Armando Díaz, informó que se solo se habían encontrado a dos de ellos. El 27 de agosto, se confirmó la muerte del otro soldado faltante.
En las ciudades de Loreto y Mulegé, se registraron precipitaciones con acumulados de hasta 177 mm.

#### Sonora
Se reportó una persona muerta en el municipio de Rosario. Por otra parte, en el municipio de Guaymas, el paso de Julio dejó incomunicado al poblado de San José y fue necesario el traslado de 500 familias a albergues temporales, tanto en dicho municipio como en el de Empalme.